# 波特 (印第安納州)
波特（英語：Porter）是一個位於美國印地安納州波特縣的城鎮。

## 人口
根據2010年美國人口普查的數據，波特的面積為16.73平方千米，當中陸地面積為16.00平方千米，而水域面積為0.73平方千米。當地共有人口4858人，而人口密度為每平方千米290人。